# La Grange (Carolina del Nord)
La Grange és una població dels Estats Units a l'estat de Carolina del Nord. Segons el cens del 2008 tenia 2.757 habitants.

## Demografia
Segons el cens del 2000, La Grange tenia 2.844 habitants, 1.211 habitatges i 768 famílies. La densitat de població era de 485,9 habitants per km².
Dels 1.211 habitatges en un 27,6% hi vivien nens de menys de 18 anys, en un 40,5% hi vivien parelles casades, en un 19,7% dones solteres, i en un 36,5% no eren unitats familiars. En el 33,6% dels habitatges hi vivien persones soles el 15,2% de les quals corresponia a persones de 65 anys o més que vivien soles. El nombre mitjà de persones vivint en cada habitatge era de 2,35 i el nombre mitjà de persones que vivien en cada família era de 3.
Per edats la població es repartia de la següent manera: un 23,6% tenia menys de 18 anys, un 8,2% entre 18 i 24, un 27,7% entre 25 i 44, un 24,8% de 45 a 60 i un 15,8% 65 anys o més.
L'edat mediana era de 39 anys. Per cada 100 dones de 18 o més anys hi havia 76,3 homes.
La renda mediana per habitatge era de 28.304 $ i la renda mediana per família de 38.068 $. Els homes tenien una renda mediana de 26.581 $ mentre que les dones 20.212 $. La renda per capita de la població era de 14.436 $. Entorn del 14,4% de les famílies i el 19% de la població estaven per davall del llindar de pobresa.

## Poblacions més properes
El següent diagrama mostra les poblacions més properes.